# Lago Vert (Val-d'Illiez)
O lago Verde (em francês:  Lac Vert) é um lago localizado no município de Val-d'Illiez, no Chablais Valaisano, no cantão de Valais, na Suíça, a 1972 metros de altitude acima do nível do mar, perto da fronteira com a França. A 600 metros ao norte encontra-se o Lago Chésery.